# Henri de Baudéan
Henri de Baudéan (* wohl 1593; † 11. Januar 1653 in seinem 60. Lebensjahr) war ein französischer Adliger und Militär.

## Leben
Henri de Baudéan war der Sohn von Jean de Baudéan, Comte de Parabère et de Nouilhan, Marquis de La Mothe-Saint-Héray, Lieutenant-général de Armées du Roi, Lieutenant-général de la Province de Poitou, 1622 Marschall von Frankreich, Ritter im Orden vom Heiligen Geist, und Louise Gillier, Tochter von René Gillier und Louise Renée d’Echoisy, Witwe de François de Sainte-Maure, Comte de Montausier († 1588).
Henri de Baudéan war Chevalier, Comte de Parabère, Marquis de La Mothe-Sainte-Héray, Baron de Pardaillan. Er war Capitaine de 100 hommes d’armes des Ordonnances du Roi. Am 5. März 1613 wurde er zum Gouverneur von Niort ernannt.
Am  5. Februar 1633 wurde er Lieutenant-général et Gouverneur du Haut et Bas-Poitou, pays d’Angoumois, d’Aunis et de La Rochelle. Am 14. Mai 1633 wurde er zum Ritter im Orden vom Heiligen Geist ernannt.

## Ehe und Familie
Am 13. November 1611 heiratete er Catherine de Pardaillan d’Armagnac, Tochter und Erbin von François-Jean-Charles de Pardaillan d’Armagnac, Seigneur et Comte de Panjas, Baron de Pardaillan, etc., Capitaine de 50 hommes d’armes des Ordonnances du Roi, Mestre de camp du Régiment de Guyenne, Gouverneur d’Eauze, de Manciet, d’Auzan, du Bas Armagnac et de Riviere Basse, et de Jeanne de Monceaux de Tignonville, Dame d’honneur de Catherine de Bourbon, Herzogin von Lothringen und Bar, Schwester von König Heinrich IV. Ihre Kinder waren:
- Jean (* wohl 1615; † 12. März 1695, 80 Jahre alt), Comte de Parabère, Marquis de La Mothe-Sainte-Héray, Premier Baron d’Armagnac, Baron de Montaut, de Pardaillan et de Grammont, Lieutenant-général du Haut Poitou; ⚭ (1) Henriette de Voisins de Montaut, † 1680 in Paris; ⚭ (2) Francoise de Sancerre; aus beiden Ehen keine Nachkommen
- Alexandre (* wohl 1619; † 28. Juni 1702, 83 Jahre alt), Comte de Pardaillan et de Parabère, Ehrenkanoniker an der Kathedrale von Auch, Baron du petit château de Beauran, Seigneur de la Rousselière-Rouhault, d’Antigny, de Bazoches et de La Fosse, Lieutenant-général des Armées du Roi et au Gouvernement du Haut et Bas Poitou; ⚭ Jeanne-Thérèse de Mayaud.
- Philippe, 1637 Malteserordensritter, † bei der Belagerung der Fortezza von Rethymno wohl im September/Oktober 1646 im Malteser-Bataillon auf venetianischer Seite
- César († 1678), Abt von Saint-Vincent de Metz, La Réole en Bigorre (Larreule (Hautes-Pyrénées)) und Notre-Dame de Noyers (Nouâtre)
- Charles Louis, Mestre de camp de Cavalerie, ledig
- Achille, Malteserordensritter, getötet im Duell
- Henri († 1678), genannt Le Chevalier de Parabère, Capitaine de Cavalerie dans le Régiment de Mestre de camp général, ledig
- Louise; ⚭ 1633 David, Comte de Souillac, Marquis d’Azerac et de Castelnau-d’Auzan, Seigneur de Roussignac
- Catherine Bérénice; ⚭ 1. August 1649 Louis Bouchard d’Aubeterre, Marquis de Saint-Martin, Seigneur de Folles
- Charlotte, erste Äbtissin von La Mothe-Saint-Héray, das von ihrem Vater gegründet und finanziert wurde